# Çaygeçit, Mutki
Çaygeçit là một xã thuộc huyện Mutki, tỉnh Bitlis, Thổ Nhĩ Kỳ. Dân số thời điểm năm 2011 là 30 người.